# 2986 Mrinalini
2986 Mrinalini è un asteroide della fascia principale del diametro medio di circa 20,53 km. Scoperto nel 1960, presenta un'orbita caratterizzata da un semiasse maggiore pari a 3,1760746 UA e da un'eccentricità di 0,1554261, inclinata di 2,54248° rispetto all'eclittica.